# Drumul european E401
Drumul european 401 (E401) este un drum care leagă Saint-Brieuc de Caen (Franța), trecând prin Avranches.

## Traseu
| Franța   |                                  |      |                              |
|          | Traseu                           |      | Intersecții Drumuri Europene |
| RN12 E50 | Saint-Brieuc - Lamballe          |      |                              |
| RN176    | Lamballe - Pontorson             |      |                              |
| RN175    | Pontorson - Avranches            |      |                              |
| A84 E03  | Avranches - Villedieu-les-Poêles |      |                              |
| A84      | Villedieu-les-Poêles - Caen      | Caen | E46                          |